# Луций Лусций Окрея
Лу́ций Лу́сций Окрея́ (лат. Lucius Luscius Ocrea; родился, по одной из версий, около 44 года — умер после 90 года) — римский государственный и политический деятель, консул-суффект около 77 года.

## Происхождение
Луций Лусций принадлежал к неименитому плебейскому роду, происходившему, предположительно, из Ланувия, и был закреплён за Мециевой трибой. Он являлся потомком пожилого сенатора Гая Лусция Окреи, которого в речи в защиту актёра Квинта Росция (ок. 76 года до н. э.) упоминает Цицерон. Среди остальных Лусциев можно выделить также Гая Лусция, квиндецемвира священнодействий времён правления императора Клавдия (47 год).
Известно, что родной отец Луция Лусция Окреи носил преномен «Марк».

## Биография
По мнению французского исследователя Бернара Реми, Луций Лусций начал свою гражданскую карьеру при Нероне (54—68 гг.). В одной обнаруженной надписи говорится, что Окрея был зачислен в состав патрициев во времена правления Веспасиана и его сына Тита (по одной из версий, в 73/74 году), являясь тогда легатом-пропретором провинции Ликия и Памфилия. Вероятно, Луций был наместником в период с 74/75 по 75/76 гг. и определённо — после середины 73 года. В историографии предполагается, что в 77 году он получил консулат (Б. Реми выдвинул гипотезу, что Окрея стал консулом «в свой год», приблизительно датировав его рождение периодом около 44 года). Известно также, что Луций Лусций в своё время был и наместником провинции Азия; его проконсульство учёные относят к 90 или 91 году.
Из сохранившегося фрагмента одной надписи известно, что супругу Окреи звали Юлия Северина.